# Astrodaucus orientalis
Astrodaucus orientalis là một loài thực vật có hoa trong họ Hoa tán. Loài này được (L.) Drude mô tả khoa học đầu tiên năm 1898.